# Bianca Ika
Bianca Ika – nauruańska lekkoatletka.
W 2007 roku, osiągając wynik 14:18,9, zdobyła srebrny medal w biegu na 3000 metrów podczas zawodów Tri-rigger Championships 2007 (w zawodach tych rywalizują tylko sportowcy z Nauru i Kiribati). Wynik ten jest jednocześnie obecnym rekordem Nauru.
Amatorsko uprawia również koszykówkę, w 2009 roku zdobyła złoty medal igrzysk nauruańskich (w drużynie Boe).

## Rekord życiowy
- Bieg na 3000 metrów – 14:18,9 (15 czerwca 2007, Bairiki), rekord Nauru[2]